# Ignaz Csivich von Rohr
Ignaz Csivich von Rohr (Vinkovci, 1752 – Vinkovci, 30 novembre 1823) è stato un militare austriaco.

## Biografia
Csivich nacque nel 1752 a Vinkovci, nella provincia della Slavonia. Si unì all'esercito imperiale austriaco come cadetto a diciotto anni, prendendo poi parte alla guerra austro-turca in un reggimento di fanteria slavonico-bosniaco come primo tenente nel 1788. Nel 1793 divenne capitano degli ussari del Wurmser Freikorps, distinguendosi durante la difesa di Kallstadt sotto gli occhi dello stesso generale, che ne riconobbe il valore e ne fece menzione in un rapporto ufficiale sugli scontri. Ulteriori imprese nel 1796 contro i francesi gli fruttarono una promozione a maggiore.
Combatté con il grado di colonnello nel Sudtirol nella guerra del 1805 e servì nel corpo del generale Ignaz Gyulay nella guerra del 1809. In particolare, il suo reggimento si distinse per coraggio e condotta durante la battaglia di Sacile, riuscendo a conquistare la città ostinatamente difesa dai francesi. Per lo stesso spirito si distinse anche nei successivi scontri a Villanova e San Daniele, dove, peraltro, rimase ferito. Terminata la guerra, per il fondamentale ruolo nella conquista di Sacile, venne a lui riconosciuto il titolo di Freiherr il 12 maggio 1812.
Promosso a maggior generale nell'aprile 1813, fu inviato a combattere sul fronte italiano contro le forze del viceré d'Italia Eugenio di Beauharnais, dirigendo un distaccamento sotto il comando del generale Radivojevich. Impegnato negli scontri tra Croazia e Slovenia, partecipò alla vittoria di Circonio contro il generale Palombini. Dopo altri scontri minori, fu lui assegnato il comando delle truppe destinate a prendere le fortezze friulane ancora in possesso francese, come Palmanova e tutte le altre fortificazioni sul litorale adriatico.
Terminata la guerra, venne lui assegnata una brigata nella regione del Banato. Dopo la guerra del 1815 servì anche in Galizia. Concluse la propria carriera militare l'11 ottobre 1821. Morì a Vinkovci il 30 novembre 1823.